# Spiknutí (film, 1997)
Spiknutí (v originále Conspiracy Theory) je americký politický akční thriller z roku 1997, který režíroval Richard Donner. V hlavních rolích se představili Mel Gibson, Julia Robertsová a Patrick Stewart; původní scénář Briana Helgelanda se soustředí na excentrického taxikáře, který věří, že mnohé světové události jsou vyvolány vládním spiknutím, a na právničku ministerstva spravedlnosti, která se zaplete do jeho života. Film vydělal 137 milionů dolarů a ohlasy kritiky byly smíšené.

## Děj
Newyorský taxikář Jerry Fletcher je posedlý konspiračními teoriemi, které šíří ve svém zpravodaji. Nejčastěji s nimi obtěžuje právničku Alice Suttonovou, která mu věnuje pozornost jen proto, že jí kdysi zachránil život. Když Jerry zjistí, že je sledován agenty CIA, je unesen, mučen a zdrogován doktorem Jonasem. Jerry unikne a upozorní Alice, že je v nebezpečí.
Alice zjistí, že lidé odebírající Jerryho zpravodaj záhadně umírají. Zároveň odhalí, že Jonas vede tajný program na vytváření ovládaných zabijáků. Jerry byl jedním z nich a měl za úkol zabít Alicina otce, ale kvůli ní to neudělal. Jonas ho nechal zadržet v tajné nemocnici. Alice ho nakonec vypátrá, Jonas je zastřelen a Jerry je těžce raněn.
Aby ho tajná vládní agentura ochránila, Jerryho smrt je fingována. Alice se mezitím vrací k oblíbené jízdě na koni. Jerry ji v utajení sleduje, ale kontakt neobnoví, aby ji neohrozil. Alice však zjistí, že žije, a usměje se.

## Obsazení
- Mel Gibson jako Jerry Fletcher
- Julia Roberts jako Alice Sutton
- Patrick Stewart jako Dr. Jonas
- Cylk Cozart jako agent Lowry
- Steve Kahan jako Wilson, šéf Alice
- Terry Alexander jako Flip
- Pete Koch jako kapitán hasičů
- Dean Winters jako Cleet
- Alex McArthur jako Cynik
- Kenneth Tigar jako právník
- Sean Patrick Thomas jako operátor kamerového systému
- Joan Lunden jako televizní hlasatelka